# Глушица (Смоленская область)
Глушица — исчезнувшая деревня в Починковском районе Смоленской области России. Другое название Слобода. 
Располагалась между существующими сейчас деревнями Княжое и Горяны на левом берегу реки Сож. Это место сейчас входит в состав Княжинского сельского поселения. В 18 км к востоку расположен город Починок.

## История
На планах генерального межевания конца XVIII века деревни ещё нет.
Но в списках населённых мест Смоленской губернии 1868 года издания (данные на 1859 год) уже значится, как деревня Слобода (Глушица) с 11 дворами и 119 жителями. На карте того времени также обозначена, как Глушица.
На карте 1920-х обозначена, как хутора Глушица.
По данным Справочника административно-территориального деления Смоленской области от 1981 года  деревня называлась Слобода и прекратила своё существование в 1975 году.

## Археология
Рядом с деревней находится городище 2-й половины I тысячелетия Слобода-Глушица. Исследование керамики культуры смоленских длинных курганов показало отличие формовочных масс сосудов из курганов Слободы-Глушицы, содержащих как дресву, так и шамот. Такой состав свидетельствует о смешении культурных традиций. Примесь из шамота часто встречается в керамике роменской культуры. Также там найдена сковорода — форма, характерная для Днепровского Левобережья. В материалах памятника наиболее ярко представлен верёвочный орнамент. Всё это свидетельствует о влиянии южных традиций на культуры населения, оставившего курганы Слободы-Глушицы.